# Predsjednički izbori u Sjedinjenim Američkim Državama 1968.
Predsjednički izbori u SAD-u 1968. bili su 46. četverogodišnji predsjednički izbori održani 5. studenog 1968. Na njima je republikanski kandidat, bivši potpredsjednik Richard Nixon, pobijedio demokratskog kandidata, tadašnjeg potpredsjednika, Huberta Humphreya. Nixonova kampanja demeljila se na povratku zakona i reda u gradove SAD-a koje su razdirale pobune i kriminal.
Analisti smatraju da su izbori 1968. bili izbori preustrojenja pošto su narušili Koaliciju New Deala koja je dominirala predsjedničkom politikom 36 godina. Nastupili su četiri godine nakon pobjede Lyndona B. Johnsona povijesnom ogromnom većinom. Obilježilo ih je izbacivanje predsjednika iz izborne utrke i prva pobjeda republikanca nakon dvanaest godina. Vrijeme izbora obilježilo je teško nacionalno iskustvo nastalo na jednogodišnjem nasilju. Ubijen je građanski aktivist Martin Luther King, Jr., a širom države odvijale su se rasne pobune. Potom je ubijen i demokratski predsjednički kandidat Robert F. Kennedy. Širom sveučilišnih kampusa proširilo se i protivljenje Vijetnamskom ratu te su izbili sukobi između policije i antiratnih prosvjednika na Državnoj konvenciji Demokratske stranke 1968., a Demokratska stranka tonula je u sve dublje podjele.
Na izborima se dogodio i najbolji rezultat jedne treće stranke od izbora 1912., čiji je predsjednički kandidat bio bivši guverner Alabame George Wallace. Wallace je bio pristaša rasne segregacije u javnim školama. To stajalište bilo je popularno u njegovoj domaćoj državi i širom Dubokog Juga.
Kako se Wallace u svojoj kampanji protivio federalnoj intervenciji na Jugu i desegregaciji u školama, odnio je pobjedu u Dubokom Jugu i bjelačkim enklavama industrijskih četvrti na Sjeveru.
To su bili posljednji izbori u kojima je država New York nosila najviše elektorskih bodova (43). Nakon popisa pučanstva 1970., Kalifornija je dobila najviše elektorskih bodova i ostala je do danas najnaseljenija savezna država. Ovi izbori bili su posljednji na kojima je neka treća stranka pobijedila u jednoj saveznoj državi. To su i posljednji izbori na kojima je pobijedio predsjednički kandidat koji nije dobio većinu u saveznoj državi svog kandidata za potpredsjednika.